# Apadana (Persepoli)
Il palazzo dell'Apadana o palazzo di Dario e Serse è uno dei palazzi interni di Persepoli. Il palazzo è costituito da una sala centrale rettangolare con 36 colonne e tre portici, nelle direzioni nord, est e ovest (ciascuno con 12 colonne) e quattro torri nei quattro angoli esterni della sala e una serie di stanze di guardia a sud. La costruzione dell'Apadana fu iniziata da Dario il Grande e fu completata al tempo di Serse. Il livello di questo palazzo è di circa tre metri più alto del pavimento del cortile e del pavimento

## Descrizione
L'Apadana è il più grande edificio del complesso di Persepoli e venne scavato dall'archeologo tedesco Ernst Herzfeld e dai suoi assistenti Friedrich Krefter ed Erich Schmidt, tra il 1931 e il 1939. Importanti materiali rilevanti per gli scavi sono oggi ospitati negli archivi della Freer Gallery of Art di Washington DC.
Fu molto probabilmente la sala principale dei re. Le colonne raggiungevano i 20 metri d'altezza e avevano capitelli complessi a forma di tori o leoni. Qui, il grande re riceveva il tributo da tutte le nazioni dell'Impero achemenide, dando regali in cambio.

Schema dei bassorilievi della scalinata dell'Apadana

L'accesso alla sala era dato da due scalinate monumentali, a nord e ad est. Queste erano decorati da bassorilievi, mostranti i delegati delle 23 nazioni soggette all'Impero Persiano mentre rendevano omaggio a Dario I, che era rappresentato seduto in posizione centrale. I vari delegati erano illustrati con dovizia di particolari, dando comprensione dei costumi e delle attrezzature dei vari popoli della Persia nel V secolo a.C. C'erano iscrizioni in antico persiano ed elamita.

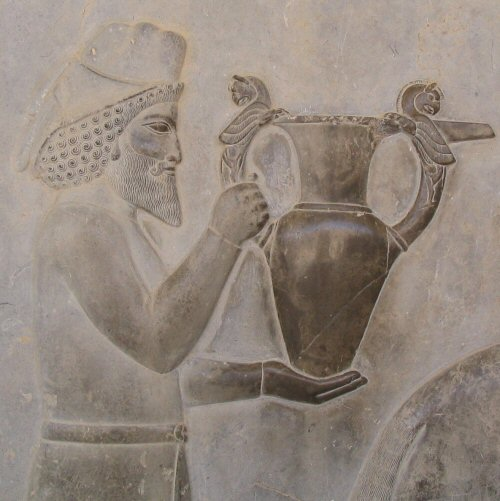
Un bassorilievo rappresentante il tributo di un portatore armeno di un recipiente di metallo con Homa (grifone). Dalle scale orientali dell'Apadana di Persepoli.

### Il bassorilievo dell'Udienza Reale
Uno dei pezzi di maggior pregio attualmente custodito presso il Museo Nazionale dell'Iran è il bassorilievo dell'Udienza reale di Serse assiso in trono e il figlio Dario I subito dietro. Il sovrano ha in mano lo scettro e un mazzo di fiori di loto, Dario tiene anch'egli un mazzo di fiori di loto e mentre tiene alzata la mano destra in segno di saluto. Ancora dietro troviamo un persiano con un panno avvolto intorno a testa, subito dietro vi è un Medo con l'arco a tracolla e un'ascia, infine due soldati in abito parsi. Davanti al sovrano, un Medo si avvicina portando la mano davanti alla bocca in segno di rispetto. Il bassorilievo venne scoperto nel 1938 da Erich F. Schmidt nella Tesoreria di Persepoli e originariamente adornava la facciata del basamento prospiciente la scalinata centrale del portico settentrionale dell'Apadana, un secondo bassorilievo è custodito presso l'Istituto Orientale di Chicago. Il suo stato di conservazione è ottimo.

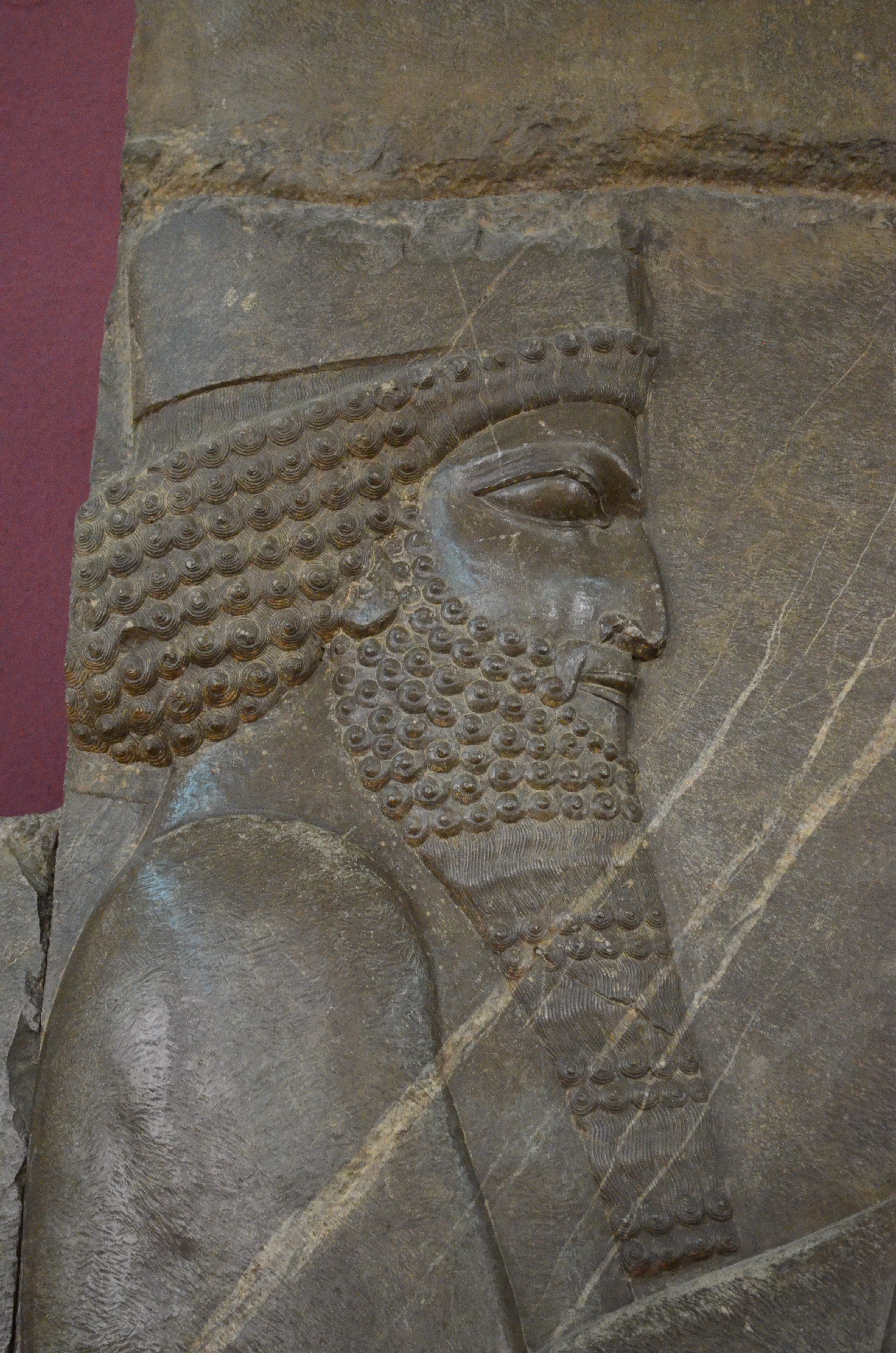
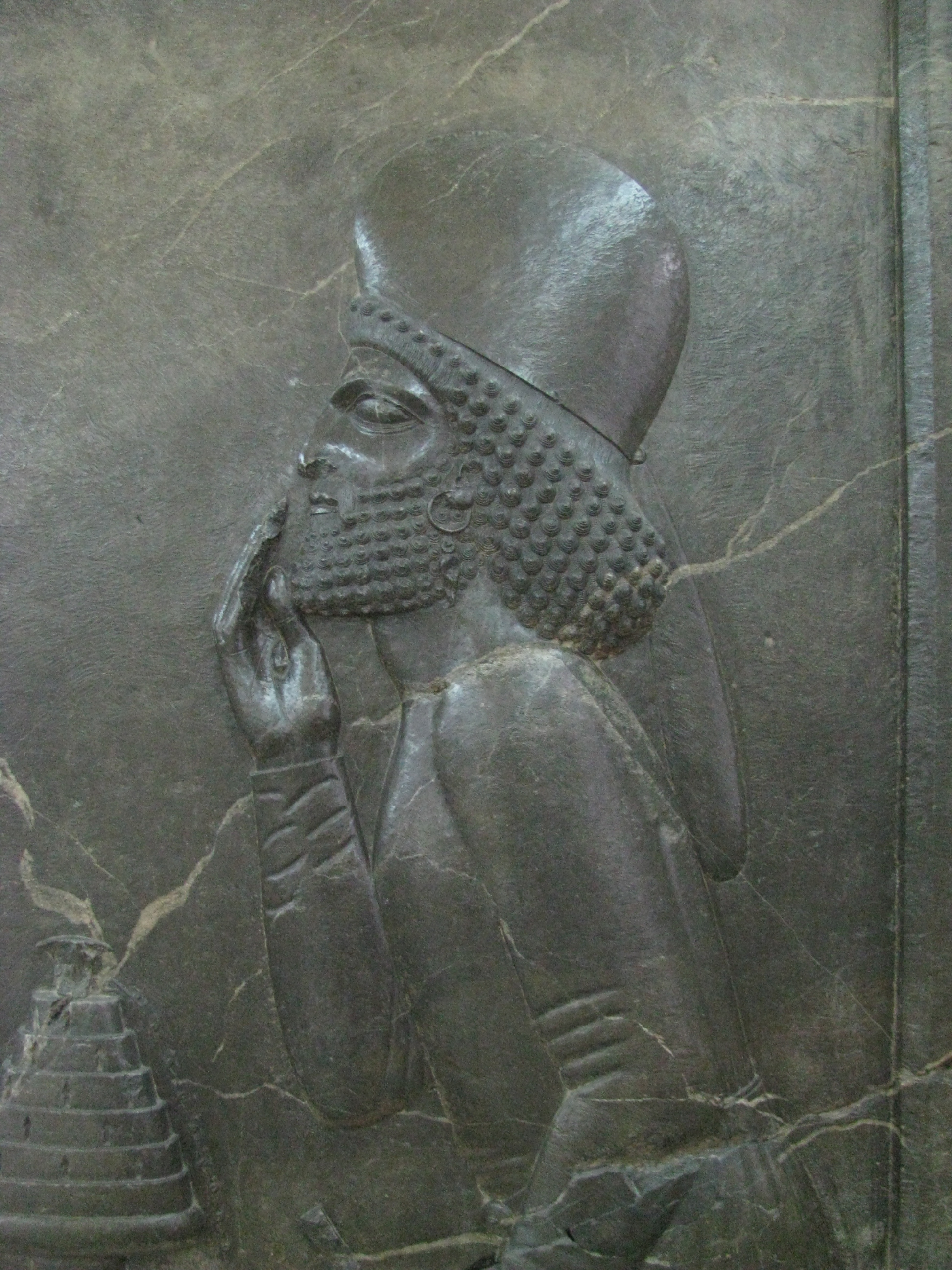
Soldato che si presenta al cospetto del sovrano in segno di rispetto
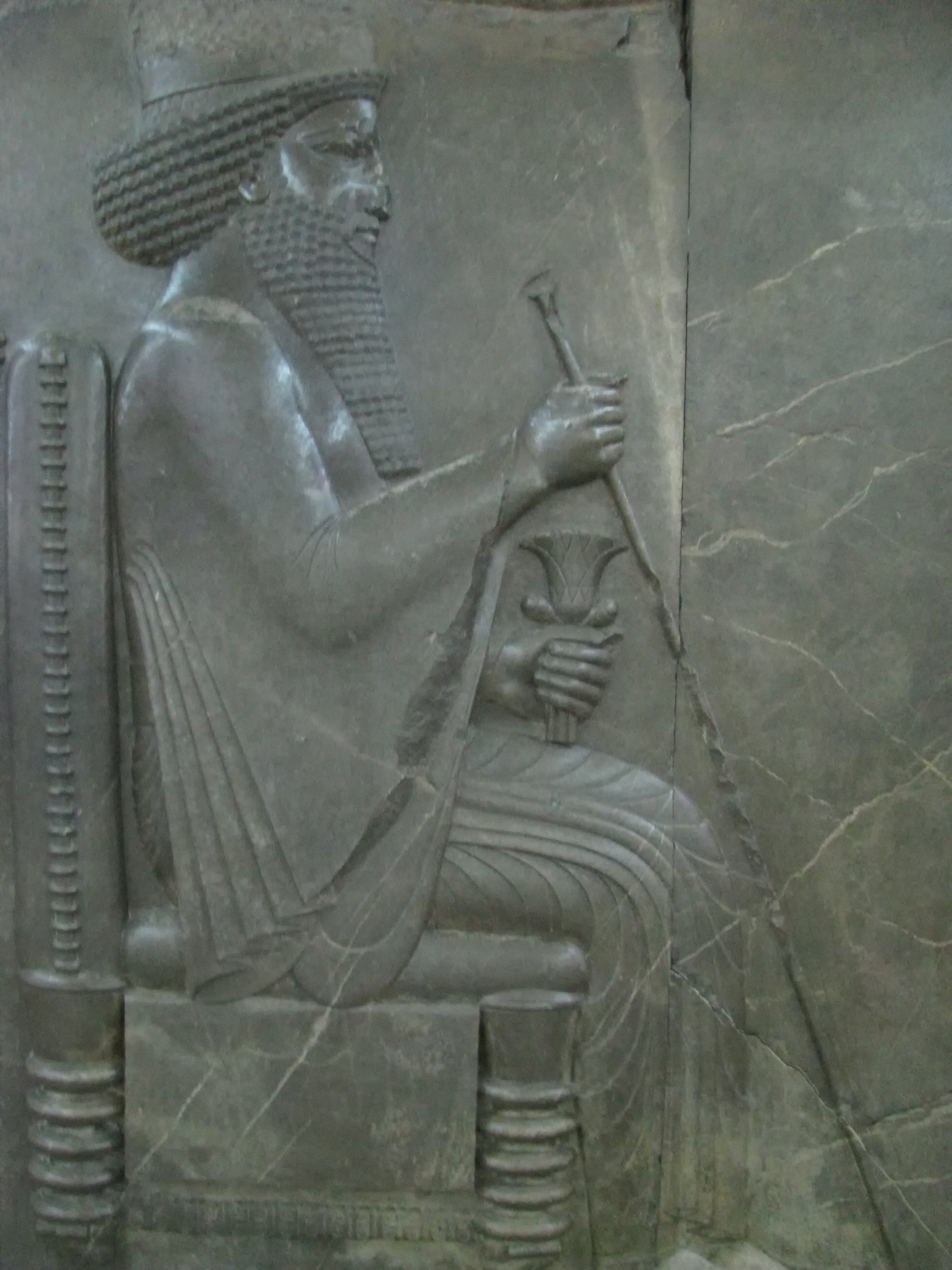
Il sovrano Dario I o Serse
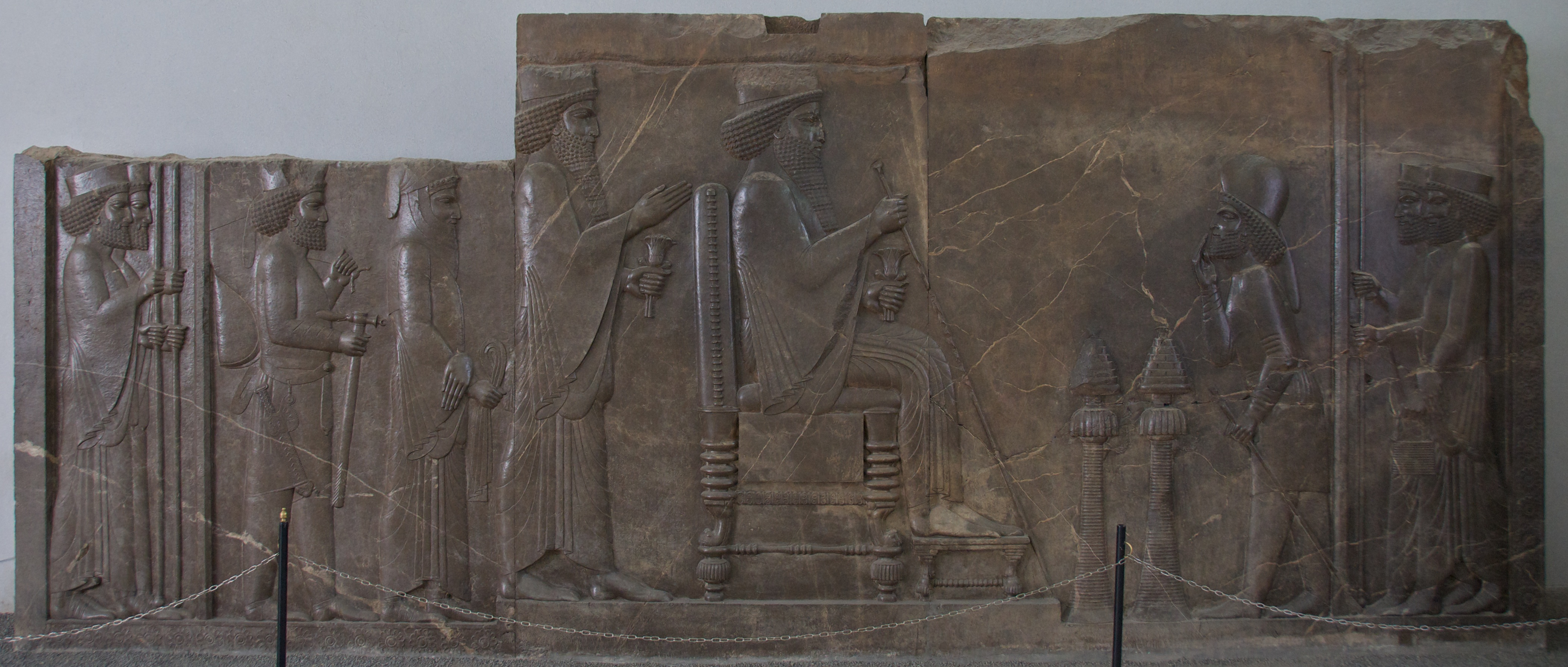
Il bassorilievo completo

### L'iscrizione di Serse
Sul portico est, sulla fiancata sud vi è un'iscrizione di Serse che reca scritto:
| 1. Grande Dio Ahuramazda 2. colui che questa terra 3. ha creato i cieli 4. ha creato gli uomini 5. ha creato la fortuna 6. ha offerto agli uomini 7. colui che fece 8. Serse il re 9. tra molti re 10. un sovrano 11. tra molti 12. Serse, re 13. grande re 14. re dei re 15. i paesi con varietà 16. d'uomini, e il re 17. in questo paese 18. grande e sconfinato 19. figlio di Dario 20. re (della stirpe) 21. Achemenide, dichiara 22. Serse il re 23. grande: io feci 24. delle opere, qui e altrove 25. e altre opere dovunque 26. con la benedizione di Ahuramazda 27. feci io, a me Ahuramazda 28. protegga. Insieme ad altri 29. dei, e il mio paese 30. e quello che feci per esso |

### Il leone che addenta il toro

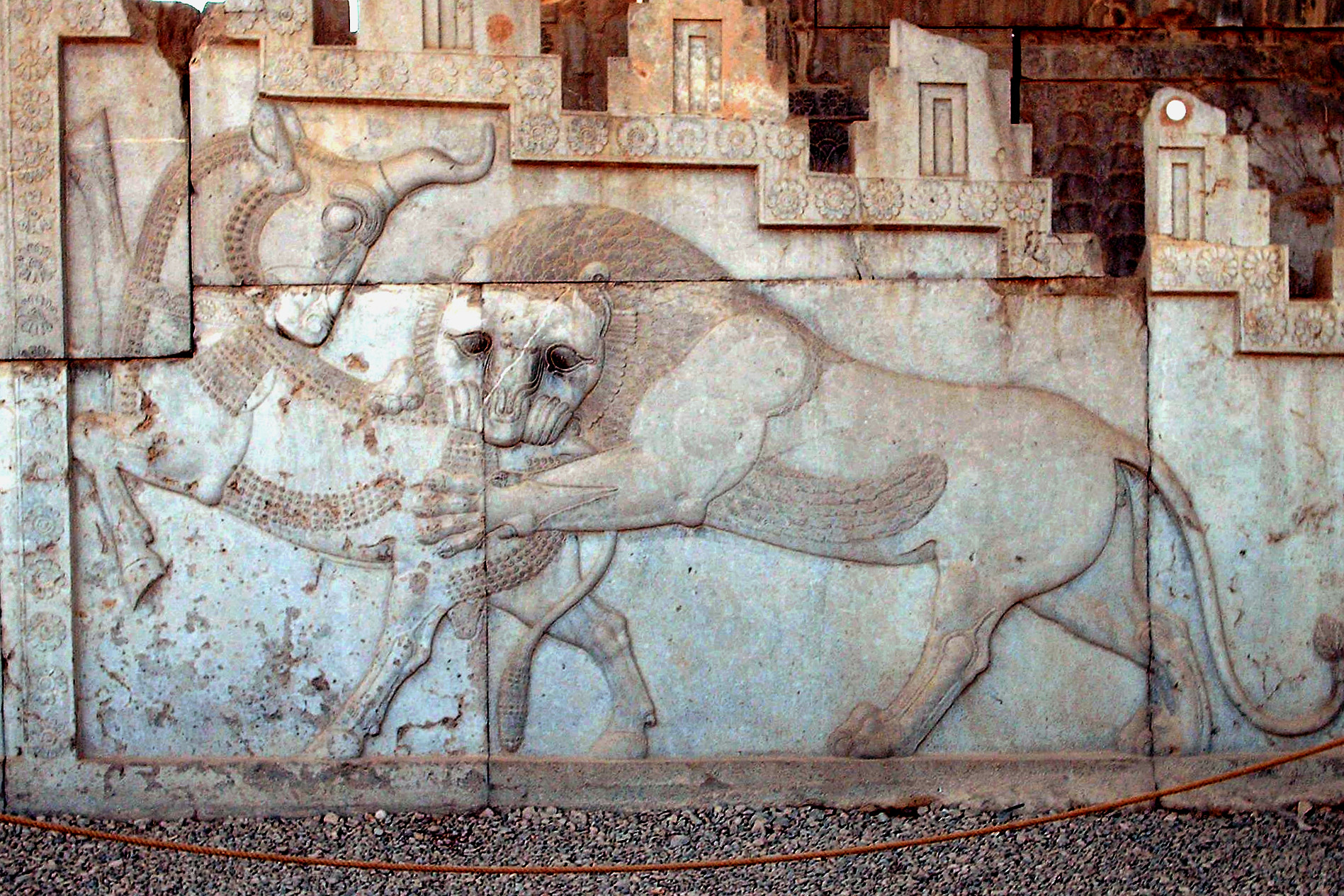
Il leone che addenta il toro in una delle scalinate dell'Apadana

Un'immagine ricorrente a Persepoli, ma rappresentata soprattutto nelle parti triangolari delle scalinate dell'Apadana, è il bassorilievo del leone che azzanna il toro. Il toro per sfuggire alla morsa del felino si alza su due zampe ruotando la testa. Questa rappresentazione non sembra essere solo un'immagine tipica di Persepoli ma un simbolo che probabilmente deve essere associato al capodanno persiano, il nowruz. Secondo l'importante studioso iraniano A. Shapur Shahbazi,  il leone infatti dovrebbe avere la doppia valenza simbolica di sole e di costellazione, mentre il toro potrebbe rappresentare la luna (l'oscurità) anche in virtù della posizione delle corna che sembrano una mezzaluna. Il toro inoltre sarebbe la costellazione da cui, il sole nel suo moto apparente nel cielo, si muoverebbe. Tale combinazione astrologico-astronomica sarebbe coerente con la situazione astrale del 500 a.C. 

Così l'equinozio di primavera assurgerebbe al significato di un nuovo ciclo e il prevalere della luce sul buio, quindi il prevalere dell'ordine del regno sul disordine.
Tale simbolo proverrebbe dalle monete coniate dall'ultimo re della Lidia, poi conquistata da Ciro il Grande. Il simbolo tornerà ad essere rappresentato anche nelle monete nel 510 a.C. divenendo di fatto un simbolo che identifica fortemente il potere achemenide.

## Misure
L'Apadana di Persepoli aveva una superficie di 1000 m²; il suo tetto era sostenuto da 72 colonne, ognuna delle quali alta 24 metri. L'intera sala venne distrutta nel 331 a.C. dall'esercito di Alessandro Magno.Le pietre delle colonne vennero usate come materiale per la costruzione di altri edifici nelle vicinanze. Arrivati al XX secolo, solo 13 delle gigantesche colonne erano rimaste in piedi. Alcune vennero successivamente rimesse al loro posto, ma caddero di nuovo negli anni 1970, e oggi ne rimangono soltanto 14.
L'Apadana di Susa fu — come la città stessa — abbandonata, e le rovine utilizzate come materiali da costruzione.

## Le popolazioni rappresentate nella scalinata sud portico est
Nel portico est sono rappresentate tutte le popolazioni dell'impero persiano che con gesti fraterni portano doni al re. Ogni delegazione è riconoscibile in base all'abbigliamento e ai doni.
| Pannello | Immagine      | Popolazione               | Pannello | Immagine      | Popolazione                   |
| -------- | ------------- | ------------------------- | -------- | ------------- | ----------------------------- |
| I        | senza cornice | Medi                      | XIII     | senza cornice | Parti                         |
| II       | senza cornice | I susiani (del Khuzistan) | XIV      | senza cornice | Gandhari della Valle di Cabol |
| II       | senza cornice | Armeni                    | XV       | senza cornice | Battriani                     |
| IV       |               | Ariani                    | XVI      | senza cornice | Sagarti                       |
| V        | senza cornice | Babilonesi                | XVII     |               | Sogdiani                      |
| VI       | senza cornice | Lidiani                   | XVIII    | senza cornice | Indiani                       |
| VII      |               | Arachosiani               | XIX      |               | Traci                         |
| VIII     | senza cornice | Assiri della Mesopotamia  | XX       |               | Arabi (Giordania e Palestina) |
| IX       |               | Cappadoci                 | XXI      | senza cornice | Drangiani (del Turkmenistan)  |
| X        |               | Egizi                     | XXII     |               | Libici                        |
| XI       | senza cornice | Sciti                     | XXIII    | senza cornice | Etiopi                        |
| XII      | senza cornice | Ioni                      |          |               |                               |